# Jueces de Primera Instancia de Mendoza en ejercicio del Poder Ejecutivo
En la Provincia de Mendoza el 7 de abril de 1830 el gobernador Juan Rege Corvalán dejó su cargo. El mismo fue asumido provisoriamente por la Justicia de Primera Instancia Provincial, la que ocupó el Poder Ejecutivo de la Provincia durante tres días hasta designar, el 10 de abril en el cargo de Gobernador a Tomás Godoy Cruz también como provisional, quien de esta manera llegaba a ese cargo por segunda vez en su vida.
| Precedido por: Juan Rege Corvalán (2° mandato) | Gobernador de la Provincia de Mendoza (provisorio) 1830 | Sucedido por: Tomás Godoy Cruz (2° mandato) |

- Datos: Q6456982